# Liste der Einträge im National Register of Historic Places im St. Francis County

Lage des St. Francis Countys in Arkansas

Die Liste der Einträge im National Register of Historic Places im St. Francis County in Arkansas führt die Bauwerke und historischen Stätten im St. Francis County auf, die in das National Register of Historic Places aufgenommen wurden.
| [ 2 ] | Name                                    | Bild                     | Eintragsdatum        | Lage                                                                    | Ort             | Beschreibung |
| ----- | --------------------------------------- | ------------------------ | -------------------- | ----------------------------------------------------------------------- | --------------- | ------------ |
| 1     | Blackfish Lake Ferry Site               |                          | 2003 ID-Nr. 03000195 | Adresse nicht veröffentlicht                                            | New Shady Grove |              |
| 2     | Scott Bond Family Plot                  |                          | 2002 ID-Nr. 02000603 | Rund 500 m westlich der 5th Street am US 70 35° 0′ 45″ N, 90° 43′ 53″ W | Madison         |              |
| 3     | Campbell House                          |                          | 2006 ID-Nr. 06000841 | 305 North Forrest Street 35° 0′ 49″ N, 90° 47′ 3″ W                     | Forrest City    |              |
| 4     | First United Methodist Church           |                          | 1994 ID-Nr. 94000467 | 101 South Izard Street 35° 0′ 33″ N, 90° 47′ 1″ W                       | Forrest City    |              |
| 5     | Forrest City High School                |                          | 1992 ID-Nr. 92001341 | Rosser Street 35° 0′ 59″ N, 90° 47′ 21″ W                               | Forrest City    |              |
| 6     | Highway B-1, Little Telico Creek Bridge |                          | 2009 ID-Nr. 09000316 | Brücke über den Little Telico Creek 35° 3′ 56,7″ N, 90° 48′ 57,3″ W     | Caldwell        |              |
| 7     | Hughes Water Tower                      |                          | 2006 ID-Nr. 06000905 | Church Street 34° 57′ 3″ N, 90° 28′ 21″ W                               | Hughes          |              |
| 8     | Mann House                              |                          | 1982 ID-Nr. 82000937 | 422 Forest Street 35° 0′ 17″ N, 90° 46′ 13″ W                           | Forrest City    |              |
| 9     | St. Francis River Bridge                | St. Francis River Bridge | 1990 ID-Nr. 90000516 | Brücke des US 70 über den St. Francis River 35° 2′ 7″ N, 90° 42′ 46″ W  | Madison         |              |
| 10    | Smith House                             |                          | 1982 ID-Nr. 82000938 | Memphis Avenue 34° 54′ 40″ N, 91° 6′ 33″ W                              | Wheatly         |              |
| 11    | William Stone House                     |                          | 1992 ID-Nr. 92001346 | Kreuzung von AR 87 und Ellis Lane 35° 7′ 53″ N, 90° 48′ 37″ W           | Colt            |              |
| 12    | Stuart Springs                          |                          | 1977 ID-Nr. 77001502 | Stuart Street 35° 1′ 7″ N, 90° 46′ 45″ W                                | Forrest City    |              |